# Haakon Magnus của Na Uy
Haakon Magnus của Na Uy (tiếng Na Uy: Haakon Magnus av Norge; sinh ngày 20 tháng 07 năm 1973) là người thừa kế ngai vàng của Vua Harald V. Ông cũng là một vị Vương tử Đan Mạch và là thành viên của Nhà Schleswig-Holstein-Sonderburg-Glücksburg, mà là một chi nhánh của Nhà Oldenburg.
Thái tử kết hôn với Mette-Marit Tjessem Høiby và có với nhau hai người con. Ông có một chị gái là Vương nữ Märtha Louise. Ông đã trở thành Thái tử của Na Uy khi cha ông lên ngôi vào năm 1991. Trong tương lai ông sẽ được biết đến như là Vua Haakon VIII của Na Uy.

## Nơi ở hiện tại
Các Skaugum Estate, nằm trong khu vực của Semsvannet, là nơi ở chính thức của Thái tử và Công nương.

## Gia đình
Cha mẹ đỡ đầu của Thái tử Haakon là Vua Olav V của Na Uy, Astrid, Phu nhân Ferner, Vương tử Carl Philip của Thụy Điển, Vua Carl XVI Gustaf của Thụy Điển, Nữ vương Margrethe II của Đan Mạch và Vương nữ Anne của Anh. Là một hậu duệ của Vua Edward VII, nên ông cũng nằm trong dòng kế vị ngai vàng của Vương quốc Anh. Thái tử Haakon có một chị gái là Vương nữ Märtha Louise. Vào năm 1990, Hiến pháp Na Uy đã được thay đổi, thế tập sự nguyên sinh tuyệt đối, tức là người con trưởng, không phân biệt giới tính, được ưu tiên trong dòng thừa kế. Có nghĩa là Thái tử Haakon tiếp tục được ưu tiên hơn chị gái của mình, từ dòng kế tiếp sẽ được áp dụng luật này. Vương tôn nữ Ingrid Alexandra, con trưởng của Thái tử Haakon, sẽ đứng đầu trong dòng kế vị ngai vàng sau khi cha cô lên ngôi, dù dưới cô có một em trai là Vương tôn Sverre Magnus.

## Tước hiệu
- 20 tháng 7 năm 1973 - 17 tháng 1 năm 1991: His Royal Highness Vương tôn Haakon của Na Uy Điện hạ
- 17 tháng 1 năm 1991 - nay: His Royal Highness Thái tử Haakon của Na Uy Điện hạ

## Liên kết
- Royal House of Norway
- Official biography Lưu trữ ngày 2 tháng 7 năm 2007 tại Wayback Machine
- The Royal Norwegian Order of St Olav – Crown Prince Haakon a recipient of the Grand Cross with Collar
- (translation of title: - The couple, the Crown Prince and Crown Princess, are doing political work) "- Kronprinsparet driver politisk arbeid"